# Alessia
Elena Baboia (n. 14 martie 1984, Constanța, România), cunoscută sub numele de scenă Alessia, este o cântăreață română de muzică pop, dance și house. A făcut parte din trupa Oxygen, și de la vârsta de 14 ani urmează cursuri de canto, dans și imagine, pentru a-și dezvolta abilitățile necesare unui artist complet.

## Carieră
În 2010 lansează primul single „Boro na sou po” care devine rapid un hit, fiind una dintre cele mai difuzate piese ale anului și primind în 2011 premiul „New Entry Top Hit” la Romanian Top Hits.
În 2011 apare cel de-al doilea single „Find Me (Ale, Ale)” care de asemenea se bucură de un mare succes în rândul publicului situându-se în Top 10 cele mai difuzate piese ale verii, conform clasamentului întocmit de Media Forest.
La începutul anului 2012 a lansat cel de-al treilea single intitulat „Everyday” lucrând la realizarea lui cu Boier Bibescu, Preston, Chucho, Don Baxter.
Pentru sfârșitul anului a pregătit single-ul intitulat sugestiv „Ale Kumaye”, produs de Allexinno & Starchild. Piesa urmează aceeași linie ca precedentele, fiind veselă și dinamică.
Alessia este o artistă care contribuie la compunerea propriilor melodii și își dorește ca fiecare melodie să aducă ceva nou și să exprime o parte din personalitatea ei.

## Discografie

### Single-uri
- Boro Na Sou Po [2011]
- Find Me [2011]
- EveryDay [2012]
- Ale Kumaye [2012]
- Ploua [2013]
- Hacker de sentimente [2013]
- Alessia feat. Pavel Stratan - Vorbe letale [2014]
- Fata rea [2014]
- Alexa. feat Alessia - Allez [2015]
- Por Favor [2015]
- Dubai [2015]
- Vino-ncoace [2016]
- Influencer [2016]